# Phlegra samchiensis
Phlegra samchiensis är en spindelart som beskrevs av Prószynski 1978. Phlegra samchiensis ingår i släktet Phlegra och familjen hoppspindlar. Inga underarter finns listade i Catalogue of Life.